# Shonan Bellmare
El Shonan Bellmare (湘南ベルマーレ Shōnan Berumāre?) es un equipo de fútbol de Japón, que actualmente juega en la J1 League. El club está localizado en Hiratsuka, al oeste de la prefectura de Kanagawa.

## Historia

### Primeros años (1968-1993)
El club fue fundado en el año 1968 como el club de la empresa Towa Estate Development de la ciudad de Tochigi. Ascendió a la JSL en 1972, y cambió su nombre por el de Fujita Kogyo cuando esta compañía dejó de ser controlada por Towa Estate, pasando ajugar en la ciudad de Hiratsuka. Entre 1977 y 1981 ganaron la JSL en tres ocasiones y la Copa del Emperador en dos, pero en 1990 descendió. Cuando se formó el campeonato profesional (J. League) no pasó a ser uno de sus miembros fundadores, ya que Fujita quiso mantener el control sobre el equipo. Su lugar fue ocupado por Kashima Antlers.

### Shonan Bellmare (1994-actualidad)
Al término de la temporada 1993 la empresa Fujita comprobó el éxito del nuevo torneo y sus clubes, por lo que decidió aprovechar su primer puesto en la JFL de ese año para pasar al profesionalismo. Tras la creación de una compañía independiente para dirigir el club, ingresó en la J. League de 1994 con el nombre de Bellmare Hiratsuka. Dicha denominación se basa en el término mar bello en idioma italiano, en referencia a las playas de Shonan.
Durante sus primeros años de existencia el club mostró bastante calidad llegando incluso a ganar títulos, pero la gestión deportiva no fue positiva. Al término de cada temporada la directiva vendía jugadores a otros clubes, por lo que no pudo conformar una plantilla sólida con el paso de los años. Durante su primera época en la J. League, contó con jugadores como Akira Narahashi, Hong Myung-bo, Wagner Lopes o Hidetoshi Nakata, segundo japonés de la historia en jugar en ligas extranjeras.
La situación deportiva, que a partir de 1998 comenzó a mostrar síntomas de debilidad, se vio agravada con la quiebra de su principal patrocinador, la empresa Fujita. Estuvo al borde de la bancarrota, pero fue salvado de la desaparición gracias a la ayuda del jugador Nakata a través de los beneficios obtenidos por su página web. Con nuevos patrocinadores y directiva, el club pasó a llamarse Shonan Bellmare y tuvo que afrontar el descenso a J2 League en 1999.
Tras diez años en la J2 League logró ascender en 2009 al terminar tercero, pero descendió al término de la temporada siguiente. Volvió a ascender en 2012 pero tampoco en esta ocasión pudo lograr la permanencia al término de la temporada siguiente.

## Jugadores

### Jugadores en préstamo
| Prestados |

### Jugadores destacados
| Japón - Sérgio Echigo - Michiaki Kakimoto - Yoshihiro Natsuka - Nobuyuki Kojima - Wagner Lopes - Yoshika Matsubara - Teruyuki Moniwa - Hidetoshi Nakata - Akira Narahashi - Hiroyuki Shirai - Yasunori Takada - Kazuaki Tasaka - Satoshi Tsunami - Teruo Iwamoto - Hitoshi Nakata - Hiroaki Nagashima - Jun Suzuki (1984-1988) - Masato Harasaki (1993-1998) - Daishi Kato (2002-2004) - Hikaru Mita (2008) |  | AFC - Stephen Laybutt - Hong Myung-bo - Kim Geun-Cheol CAF - Abdul Naza Alhassan UEFA - Goran Rubil - Pavel Badea - Vitaliy Parakhnevych |  | CONMEBOL - Víctor Hugo Antelo - Adiel - Betinho - Amaral - Simão - Arley Dinas - Hermán Gaviria - Ever Palacios - Hamilton Ricard - Daniel Sanabria - Jorge Hirano |

## Entrenadores
| Entrenador         | País          | Periodo            |
| ------------------ | ------------- | ------------------ |
| Mitsuru Komaeda    | Japón         | 1990-95            |
| Shigeharu Ueki     | Japón         | Noviembre de 1995  |
| Toninho Moura      | Brasil        | 1996               |
| Shigeharu Ueki     | Japón         | Septiembre 1996-99 |
| Eiji Ueda          | Japón         | 1999               |
| Mitsuru Komaeda    | Japón         | Agosto de 1999     |
| Koji Tanaka        | Japón         | 2001-02            |
| Samir              | Marruecos     | 2003               |
| Matsuichi Yamada   | Japón         | Mayo 2003-04       |
| Tatsuya Mochizuki  | Japón         | Julio de 2004      |
| Eiji Ueda          | Japón         | Septiembre 2004-06 |
| Masaaki Kanno      | Japón         | Julio 2006-08      |
| Yasuharu Sorimachi | Japón         | 2009-11            |
| Cho Kwi-Jea        | Corea del Sur | 2012-19            |

## Rivalidades
Derbi de Kanagawa
Este es el derbi que disputan los equipos que pertenecen a la prefectura de Kanagawa, actualmente el encuentro más importante es el del Yokohama F. Marinos y el Kawasaki Frontale. Otros equipos que se consideran dentro de este derbi son el Shonan Bellmare, Yokohama FC, YSCC Yokohama, y SC Sagamihara. Antiguamente fueron parte de este el Verdy Kawasaki y el Yokohama Flügels.

## Palmarés
| Torneos nacionales                                            | Torneos nacionales                         | Torneos nacionales     |
| Competición                                                   | Títulos                                    | Subcampeonatos         |
| ------------------------------------------------------------- | ------------------------------------------ | ---------------------- |
| JSL Division 1/J1 League (Primera División) (3/1)             | 1977, 1979, 1981                           | 1980                   |
| JSL Division 2/antigua JFL/J2 League (Segunda División) (4/1) | 1991–92, 1993, 2014, 2017                  | 2012                   |
| Copa del Emperador (3/4)                                      | 1977, 1979, 1994                           | 1975, 1982, 1985, 1988 |
| Copa Japan Soccer League/Copa J. League (2*/1)                | 1973* (compartida con Yanmar Diesel), 2018 | 1978                   |
| Supercopa de Japón (2/2)                                      | 1978, 1982                                 | 1980, 1995             |
| Copa Nacional Amateur Japonesa (1/0)                          | 1971                                       |                        |

| Torneos regionales           | Torneos regionales | Torneos regionales |
| Competición                  | Títulos            | Subcampeonatos     |
| ---------------------------- | ------------------ | ------------------ |
| Liga regional de Kanto (1/1) | 1971               | 1970               |

| Torneos internacionales   | Torneos internacionales | Torneos internacionales |
| Competición               | Títulos                 | Subcampeonatos          |
| ------------------------- | ----------------------- | ----------------------- |
| Recopa de la AFC (1/0)    | 1995                    |                         |
| Supercopa de la AFC (0/1) |                         | 1996                    |